# ریس کول
ریس کول (انگلیسی: Reece Cole؛ زادهٔ ۱۷ فوریهٔ ۱۹۹۸) بازیکن فوتبال اهل بریتانیا است.
از باشگاه‌هایی که در آن بازی کرده‌است می‌توان به باشگاه فوتبال نیوپورت کانتی اشاره کرد.